# Chiesa dei Santi Filippo e Giacomo (Verona)
La chiesa dei Santi Filippo e Giacomo è la parrocchiale di Parona, frazione di Verona, in provincia e diocesi di Verona; fa parte del vicariato di Verona Nord Ovest.

## Storia
La prima citazione di una chiesa a Parona, dedicata allora al solo San Giacomo, risale al 1187 ed è contenuta nella bolla di papa Urbano III; il borgo era pertinenza dell'abbazia di San Zeno almeno dal secolo precedente.
Nel 1341 la cappella paronese venne affidata a Spinetta Malaspina, che acquisì dunque il giuspatronato; dalla relazione della visita pastorale del 1530 del vescovo Gian Matteo Giberti s'apprende che la comunità dipendeva dalla pieve d'Arbizzano, mentre in altri documenti di poco successivi si legge che il curato veniva scelto dai Malaspina e approvato dall'abate di San Zeno.
La chiesetta fu eretta a parrocchiale nel 1600 e ampliata nel 1640; in quest'occasione venne realizzato il coro.
Verso la seconda metà del XVIII secolo l'edificio si rivelò insufficiente a soddisfare le esigenze dei fedeli e, così, nel 1762 iniziarono i lavori di costruzione della nuova parrocchiale; la struttura fu terminata nel 1766 e all'inizio dell'Ottocento venne eretto il campanile, disegnato da Giuseppe Barbieri, mentre il 24 settembre 1848 il vescovo titolare di Canopo Ludovico de Besi impartì la consacrazione.
La chiesa venne poi interessata da un restauro nel 2006.

## Descrizione

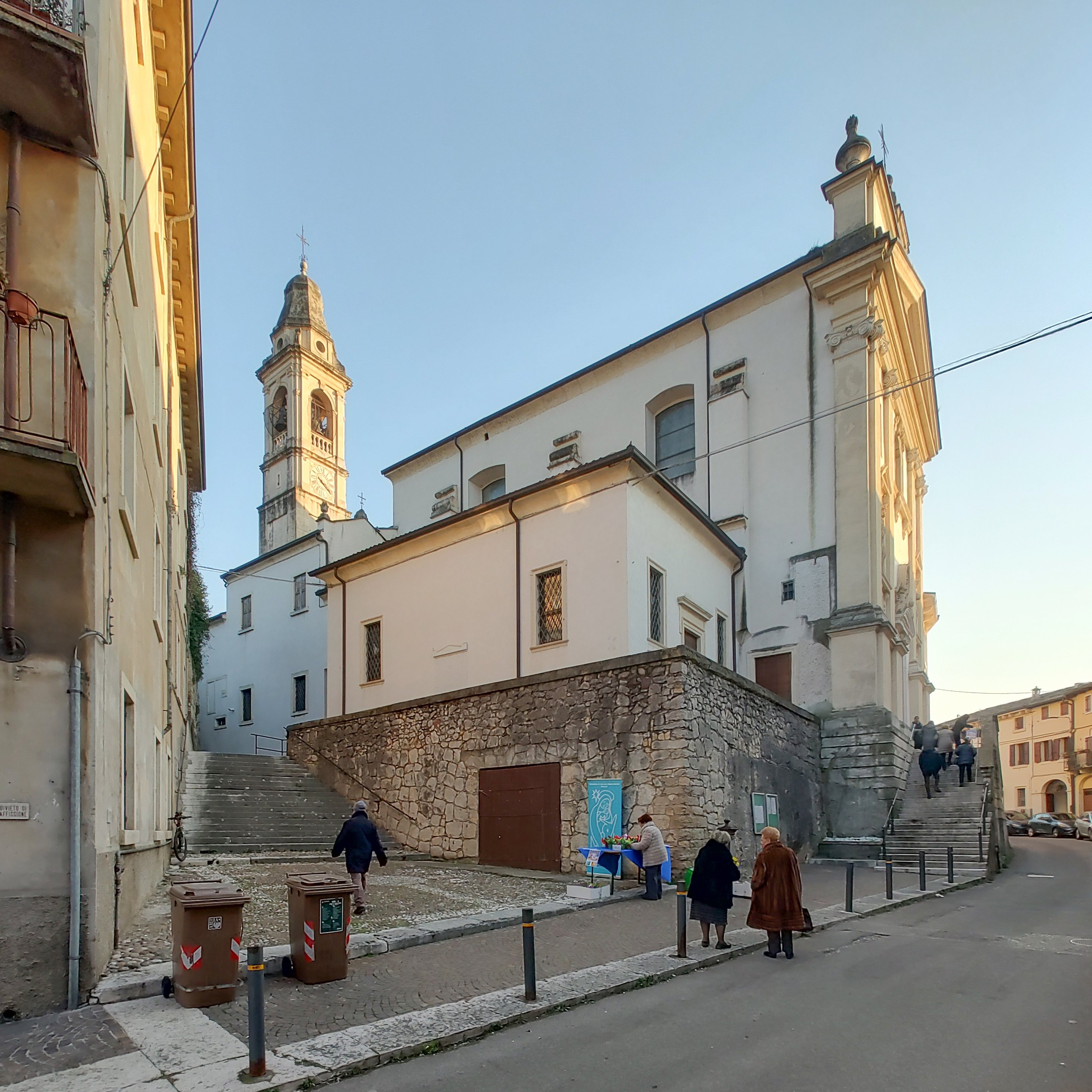
La cappella feriale addossata al fianco della chiesa e, sullo sfondo, il campanile

### Esterno
La facciata a capanna della chiesa, che volge ad occidente, è scandita da quattro paraste, terminanti con capitelli ionici sopra cui si impostano la trabeazione e il frontone triangolare, e presenta al centro il portale d'ingresso, sormontato dal timpano semicircolare e da due raffigurazioni di angeli sorreggenti un medaglione con all'interno un'immagine della Vergine con Bambino, e ai lati due nicchie ospitanti le statue che ritraggono i santi Filippo e Giacomo.
Annesso alla parrocchiale è il campanile a pianta quadrata, sulla cui cella si apre una monofora per lato. 

### Interno
L'interno dell'edificio si compone di un'unica navata rettangolare, sulla quale si affacciano le quattro cappelle laterali con gli altari minori del Crocifisso, di San Luigi, della Madonna e di San Giovanni e le cui pareti sono scandite da paraste sorreggenti la trabeazione sulla quale s'imposta la volta a botte; al termine dell'aula si sviluppa il presbiterio, sopraelevato di tre gradini e chiuso dall'abside semicircolare, in cui è conservata la pala raffigurante la Madonna col Bambino in gloria e i Santi Filippo e Giacomo, dipinta da Felice Cappelletti nel XVIII secolo.